# Кудурру

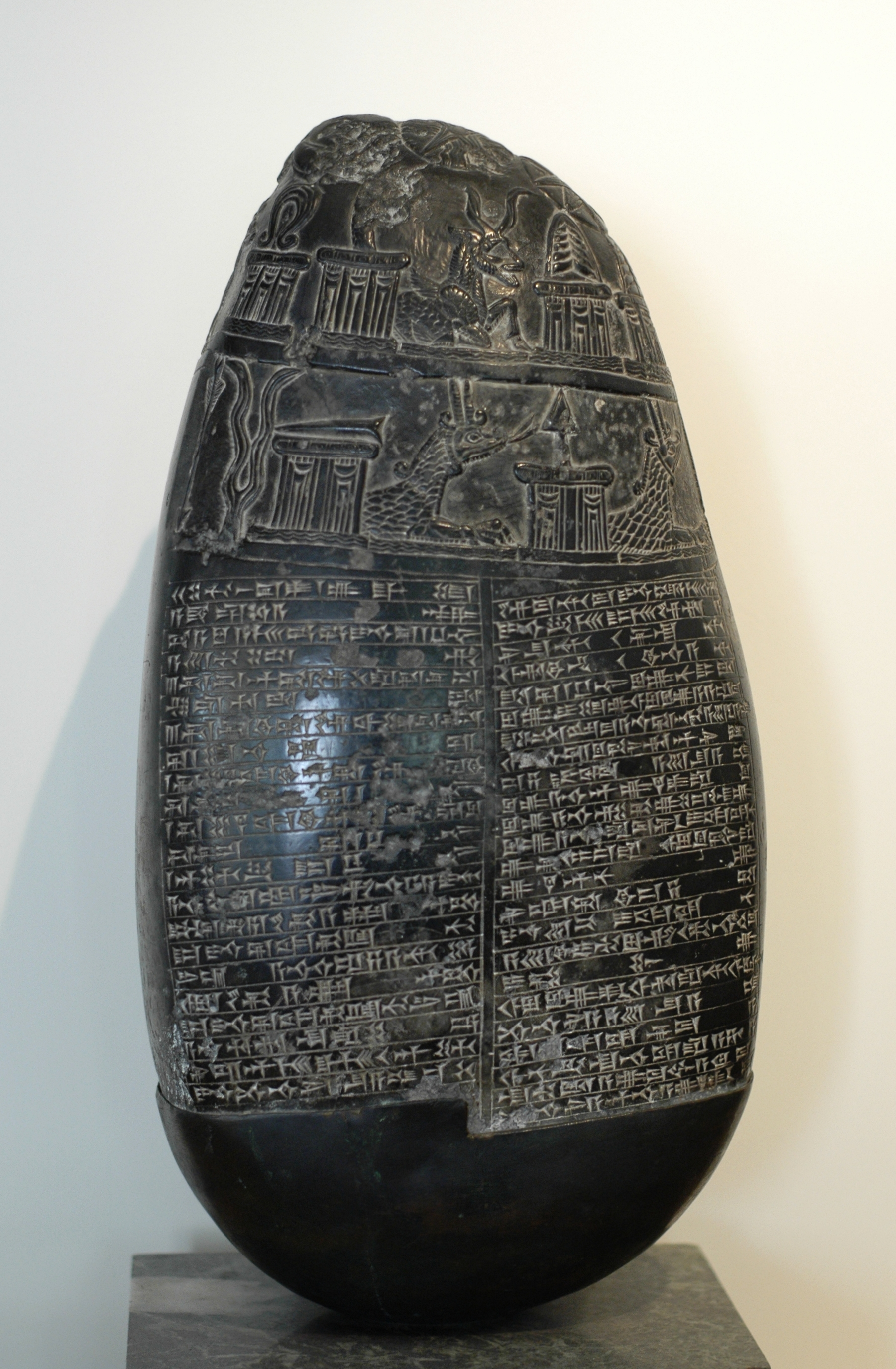
Кудурру позднего касситского периода, известный как «Камень Мишо». Чёрный серпентин, начало XI века до н. э.. Найден французским ботаником Андре Мишо около Багдада в 1785 году. Кабинет медалей, Париж

Кудурру — акт о земельных пожалованиях и одновременно межевой пограничный знак в Вавилонии во времена касситских царей и в последующие периоды.

## Описание
Своим происхождением кудурру обязан широко практиковавшейся касситскими, а равно и последующими царями раздаче земель своим приближённым. Цари старались окружить себя преданной знатью среди враждебного населения. Для этого они отчуждали землю у коллективных собственников (большей частью «биту» — племён), иногда путём покупки. Документ, служивший одновременно и пограничным знаком, изготавливался из камня, возможно, по обычаю горной родины касситов. Смутные времена и неуверенность заставляли помещать на этих камнях многочисленные символы божеств, призываемых в свидетели частной собственности. Служат важным источником для внутренней истории Вавилонии тех времён.